# Автоматическое установление связи
Автоматическое установление связи (англ. Automatic link establishment, ALE) — всемирный стандарт де-факто, позволяющий автоматически устанавливать и поддерживать коротковолновую цифровую радиосвязь. ALE — это функция в системе радиоприемопередатчика КВ-связи, позволяющая радиостанции установить связь или создать сеть с другой КВ-радиостанцией или сетью станций. Предназначена для обеспечения надежного быстрого способа вызова и соединения во время постоянно меняющегося ионосферного распространения, помех и совместного использования спектра занятых или перегруженных КВ-каналов.

## Механизм
Автономная радиостанция ALE состоит из коротковолнового SSB-радиопередатчика с внутренним микропроцессором и MFSK-модема. В нем запрограммирован уникальный идентификатор ALE, похожий на номер телефона (или, в более новых поколениях, позывной пользователя). Когда КВ SSB-трансивер не находится в активном соединении с другой станцией, он постоянно сканирует список КВ-частот, называемых каналами, в поисках любых сигналов ALE, передаваемых другими радиостанциями. Он декодирует вызовы и зондирования, отправляемые другими станциями, и измеряет частоту битовых ошибок для оценки качества этой частоты и абонентского канала.
Для связи с определенной станцией, вызывающий оператор вводит её адрес ALE. На многих ALE-радиостанциях это похоже на набор телефонного номера. Контроллер ALE выбирает лучший доступный свободный канал для вызываемого адресата. После подтверждения, что канал действительно свободен, он отправляет короткий избирательный вызов, идентифицирующий предполагаемого получателя. Когда удаленная сканирующая станция обнаруживает активность ALE, она прекращает сканирование и остается на этом канале, пока не сможет убедиться, что вызов предназначен ей. Контроллеры ALE двух станций автоматически устанавливают соединение, подтверждая, что соединение достаточного качества установлено, а затем уведомляют операторов об установке соединения. Если вызываемый абонент не отвечает или соединение установить не удается, вызывающий узел ALE обычно выбирает другую частоту, либо случайным образом, либо по специальному алгоритму.
При успешном соединении принимающая станция обычно издает звуковой сигнал и показывает оператору визуальное оповещение, указывая на входящий вызов. Он также указывает позывной или другую идентификационную информацию передающей станции, аналогично телефонному номеру вызывающего абонента. Затем оператор переключает радио на звук и отвечает на вызов, после чего может вести обычный разговор или согласовывать канал передачи данных, используя голос или встроенный формат коротких текстовых сообщений ALE. Альтернативно, обмен цифровыми данными может осуществляться через встроенный или внешний модем (например, модем последовательного тонального сигнала STANAG 5066 или MIL-STD-188-110B) в зависимости от потребностей и доступности. Встроенная функция обмена текстовыми сообщениями ALE может использоваться для передачи коротких текстовых сообщений в качестве «командной линии», позволяющего операторам координировать внешнее оборудование, такое как телефонные патчи или невстроенные цифровые каналы связи, или для коротких тактических сообщений.

## Применение
ALE обеспечивает соединение для разговора, тревожного оповещения, обмена данными, текстовых сообщений, мгновенных сообщений, электронной почты, передачи файлов, изображений, отслеживания географического положения или телеметрии. Когда радист инициирует вызов, процесс ALE обычно занимает несколько минут, в течение которых подбирается КВ-частота, оптимальная для обеих сторон. Он сигнализирует операторам звуковым и визуальным сигналом на обоих концах, что можно начать общение друг с другом. В этом отношении устраняется давняя потребность КВ-радиосвязи в повторяющихся вызовах по заранее определенному графику и утомительного мониторинга частот. ALE полезно как инструмент для поиска оптимальных каналов для связи между станциями в режиме реального времени. В современной КВ-связи ALE в значительной степени заменил прогнозирующие КВ-карты, радиомаяки, ионозондирование, программное обеспечение для прогнозирования распространения и традиционная работа радистов. ALE чаще всего используется для подключения операторов для голосовых контактов по SSB (однополосная модуляция), ВЧ-подключения к Интернету для электронной почты, текстовых сообщений или обмен текстовыми сообщениями, чата в реальном времени через КВ-текст, отчетов о географическом положении и передачи файлов. Для доступа в Интернет по КВ с ALE может использоваться коротковолновый интернет-протокол (HFIP).